# Gina Stechert

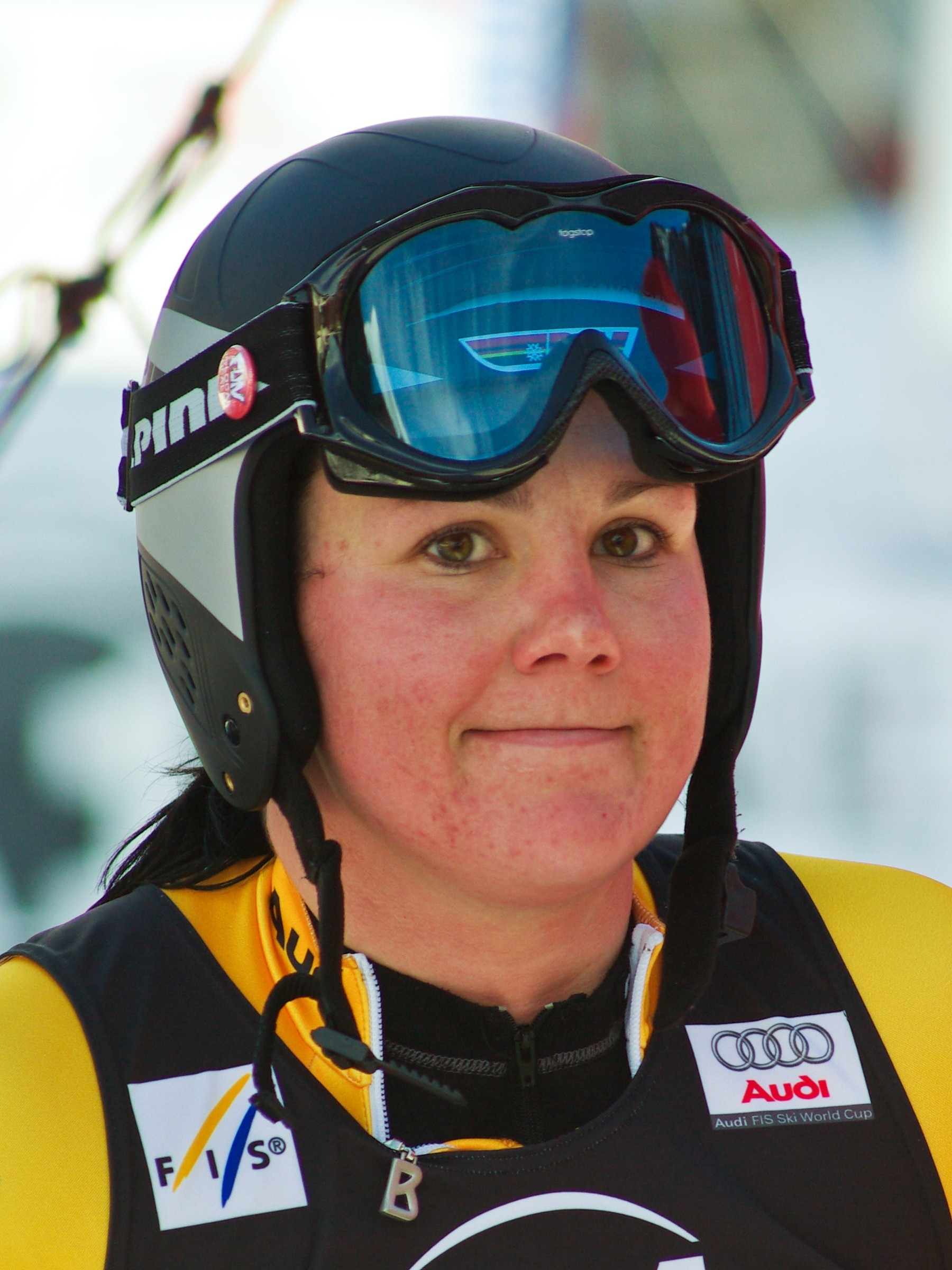
Gina Stechert i (Altenmarkt-Zauchensee 2009

Gina Stechert född 20 november 1987 i Oberstdorf är en tysk tidigare  alpin skidåkare.
Stechert har specialiserat sig i fartgrenarna Super-G och störtlopp och debuterade i världscupen den 21 december 2004 men hade inga högre resultat innan hon skadade korsbandet i junior-VM 2005.
I mars 2006 blev hon tysk mästare i störtlopp och den 2 december samma år tog hon sina första världscuppoäng då hon blev 27:a i störtlopp i Lake Louise. Den 5 december 2008 uppnådde Stechert sitt dittills bästa resultat då hon slutade 4:a i störtlopp i Lake Louise. Senare den säsongen vann hon sin första världscupseger då hon vann störtloppet i italienska Tarvisio endast 1 hundradel före Lindsey Vonn.
Vid olympiska vinterspelen 2010 i Vancouver kom hon på tionde plats i störtlopp.

## Världscupsegrar
| Datum            | Plats    | Disciplin |
| ---------------- | -------- | --------- |
| 21 februari 2009 | Tarvisio | Störtlopp |